# Penales por plata
Penales por plata é como são conhecidos os torneios clandestinos de cobranças de pênaltis na periferia de Buenos Aires, e que fazem parte da cultura argentina.
Estes torneios ganharam notoriedade após o ex-futebolista Néstor Ortigoza afirmar que tornou-se um exímio cobrador de pênaltis participando destes torneios.
Em uma entrevista dada em 2007 ao Diário Olé, Ortigoza comentou um pouco melhor como funcionava esses torneios: "Lá não tem alambrado e todo mundo está muito perto. Quando você vai cobrar um pênalti eles estão aí, do seu lado, te insultando. Por isso hoje, quando vou bater, seja lá em qual estádio for, eu não me sinto pressionado e até me divirto. Imagina só se vou ter medo de cobrar um pênalti no Monumental..."
Além de Néstor Ortigoza, outro jogador que foi moldado nestes torneios é o goleiro Alan Díaz, atualmente no River Plate.
Em 2021, a AFA (Asociación del Fútbol Argentino) resolveu tirá-los da clandestinidade e passou a organizá-los, criando um torneio oficial, que foi intitulado pela associação de Argentina Patea.